# Musée Albert-Schweitzer (Gunsbach)
Pour les articles homonymes, voir Musée Albert-Schweitzer.
Le Musée Albert-Schweitzer est un musée alsacien consacré à la vie et à l’œuvre du docteur Albert Schweitzer. Il est situé dans la vallée de Munster, à Gunsbach, dans le département français du Haut-Rhin, village où le médecin passa une bonne partie de son enfance et où il possédait une maison, aujourd’hui transformée en musée. L'institution est gérée par l'Association internationale pour l'œuvre du docteur Albert Schweitzer de Lambaréné (AISL), à laquelle Rhéna, la fille d'Albert Schweitzer, a fait don de la maison.

## La maison à Gunsbach
En 1928 Albert Schweitzer fait construire cette maison grâce au prix Goethe qui lui a été décerné cette année-là par la ville de Francfort. Il y séjourne pendant plus de trente ans, à chacun de ses retours de Lambaréné et, pour la dernière fois, en 1959. Conçue comme un « quartier général » européen pour son œuvre humanitaire, elle devint un lieu de rencontre pour de nombreux intellectuels et personnalités du monde entier.

## Le musée
Après le décès d’Albert Schweitzer, sa collaboratrice Ali Silver ouvrit le musée au public en 1967.
La visite occupe tout le rez-de-chaussée de la maison. Parmi les objets présentés figurent notamment des photographies de la famille d'Albert Schweitzer, d'Hélène Breslau, son épouse, de ses collaboratrices, Emma Hausknecht, Emmy Martin ou Mathilde Kottmann ; le prix Nobel de la paix, sous verre ; des cadeaux et divers souvenirs dans des vitrines. Le mobilier comporte le bureau du père d'Albert, Charles, un fauteuil, un piano-pédalier, un petit secrétaire rapporté de Lambaréné, etc.
Aujourd’hui la maison est aussi le centre internationale des archives. Ces archives contiennent une vaste collection de lettres, photos, livres, partitions, et objets d'art gabonais, etc. en constante évolution. Une bibliothèque réunit tous les écrits d'Albert Schweitzer et ceux qui lui ont été consacrés. Ils sont accessibles aux étudiants, chercheurs ou simples curieux. Le docteur Schweitzer entretenait une importante correspondance : près de 70 000 lettres reçues et 10 000 écrites par lui sont rassemblées dans une autre pièce et témoignent de la diversité de ses interlocuteurs et centres d'intérêt.

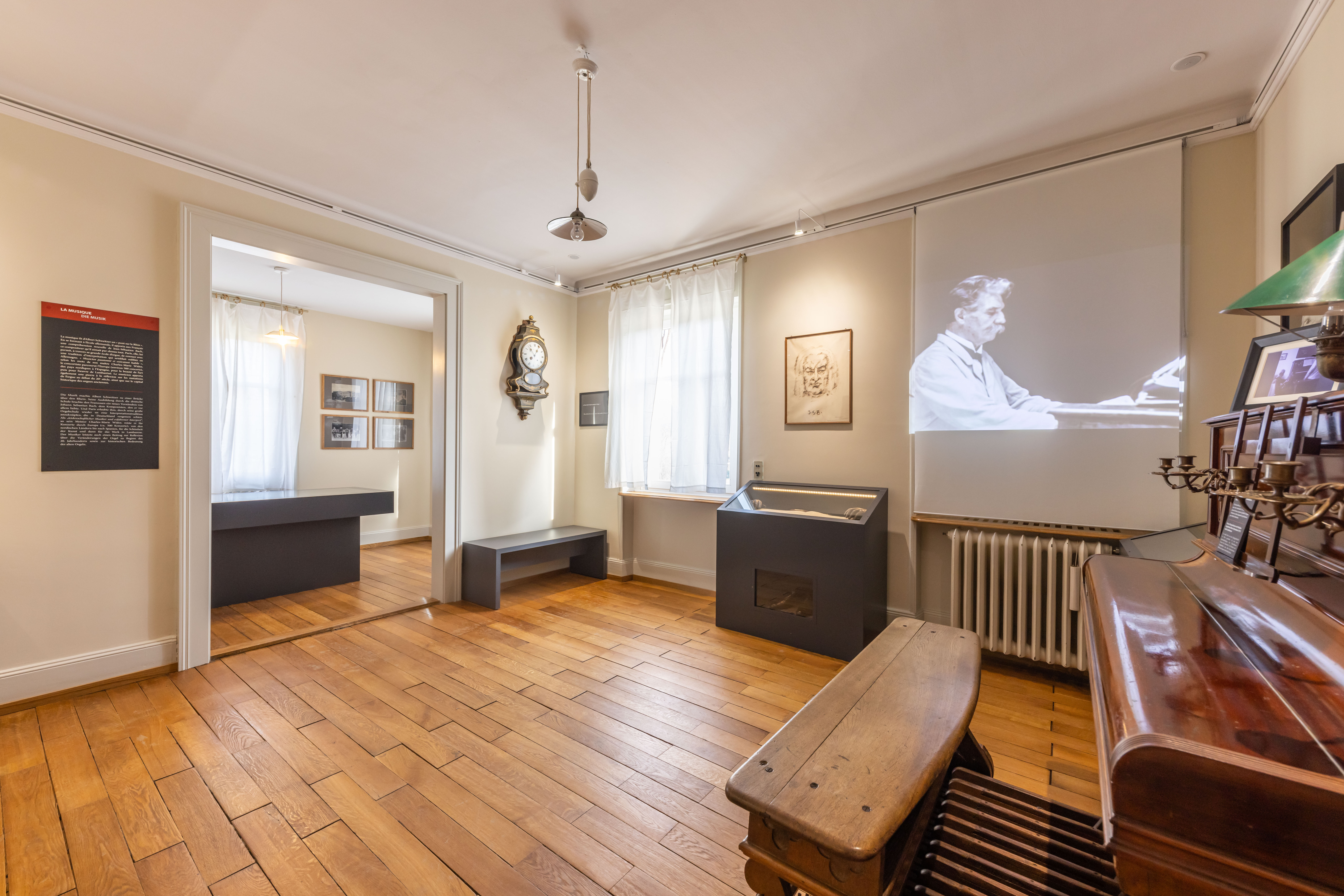
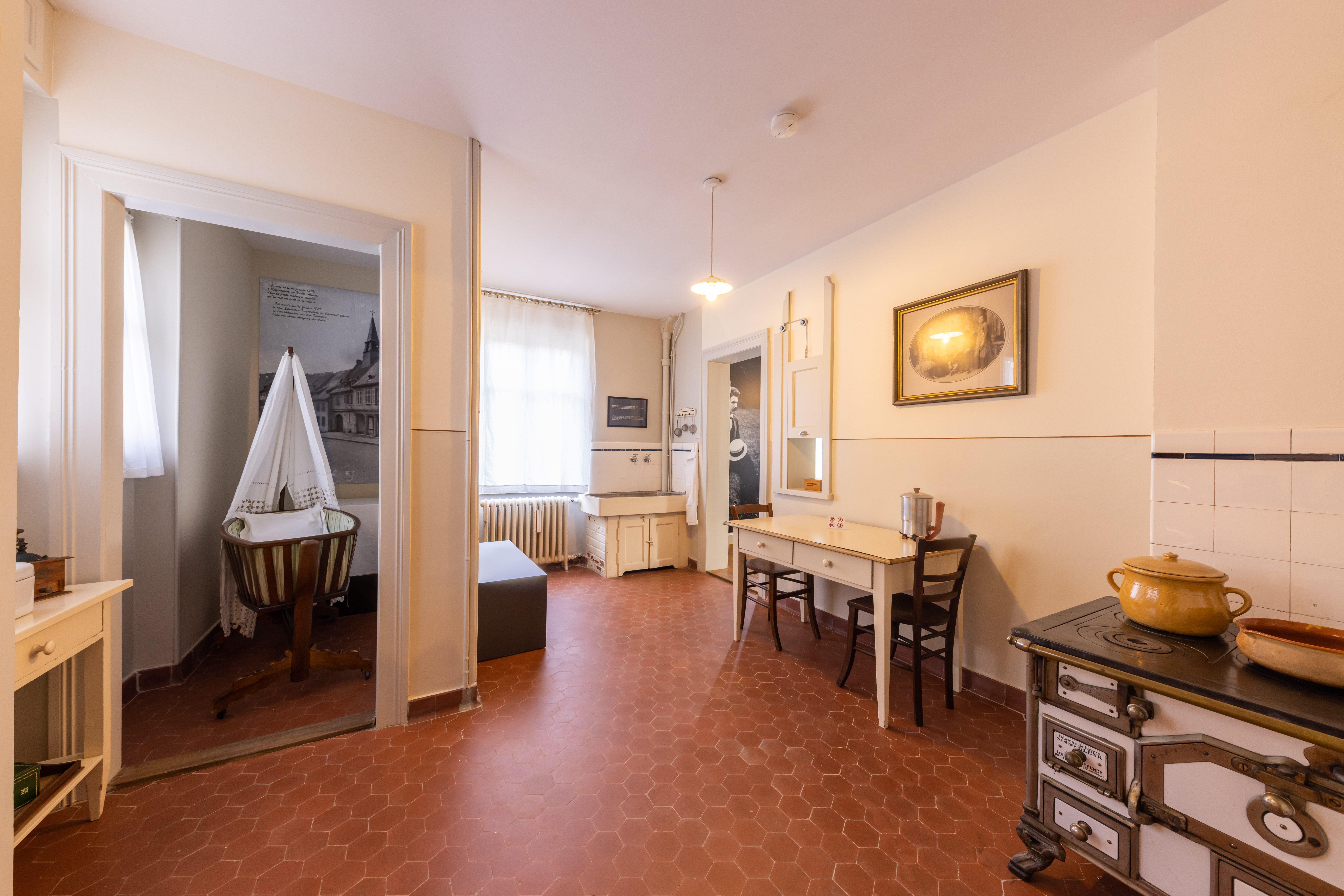
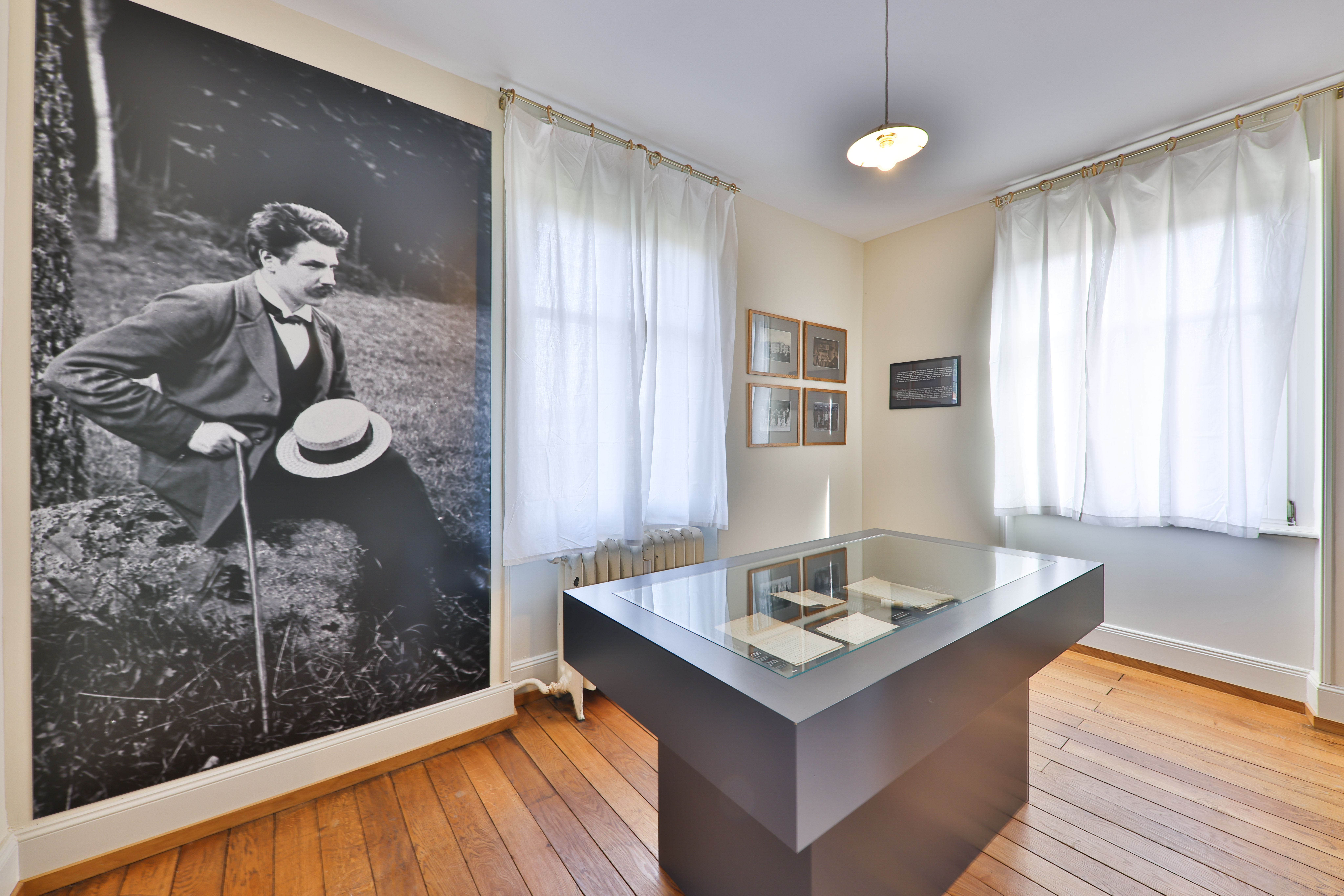

Les visiteurs sont alsaciens pour la plupart, mais certains viennent aussi d'Allemagne, des États-Unis, d'Asie.

## L'extension du musée
Face à la nécessité de moderniser et de respecter les normes de sécurité et d’accessibilité, un projet de restauration et d’extension fut lancé en 2014. La nouvelle extension de 439 m2 depuis 2020 comprend désormais une boutique, un espace d’accueil, un espace muséographique en sous-sol et un espace pédagogique pour médiation culturelle.
L'espace muséographique en sous-sol présente l'éthique du "Respect de la Vie" éthique élaborée en 1915 mais d’une actualité pourtant sidérante. Le "Respect de la Vie" est ainsi démontré dans toutes ses dimensions, allant du respect de soi au respect de toutes les formes de vie sur terre. 

Dans cette partie du musée, le visiteur est ainsi amené à se retrouver avec lui-même et à vivre un moment d’introspection, une espèce de parcours initiatique. Quelques citations à lire, des gens à écouter, des images pour rêver, des objets mystérieux parlant d’une culture lointaine et pourtant si proche… Du respect de soi au respect de toutes les formes de vie, l’objectif est de faire ressentir en quelques instants ce qu’Albert Schweitzer appelait un « élargissement progressif du cercle de la morale », et qui fut chez lui le fruit d’une longue réflexion philosophique et éthique.

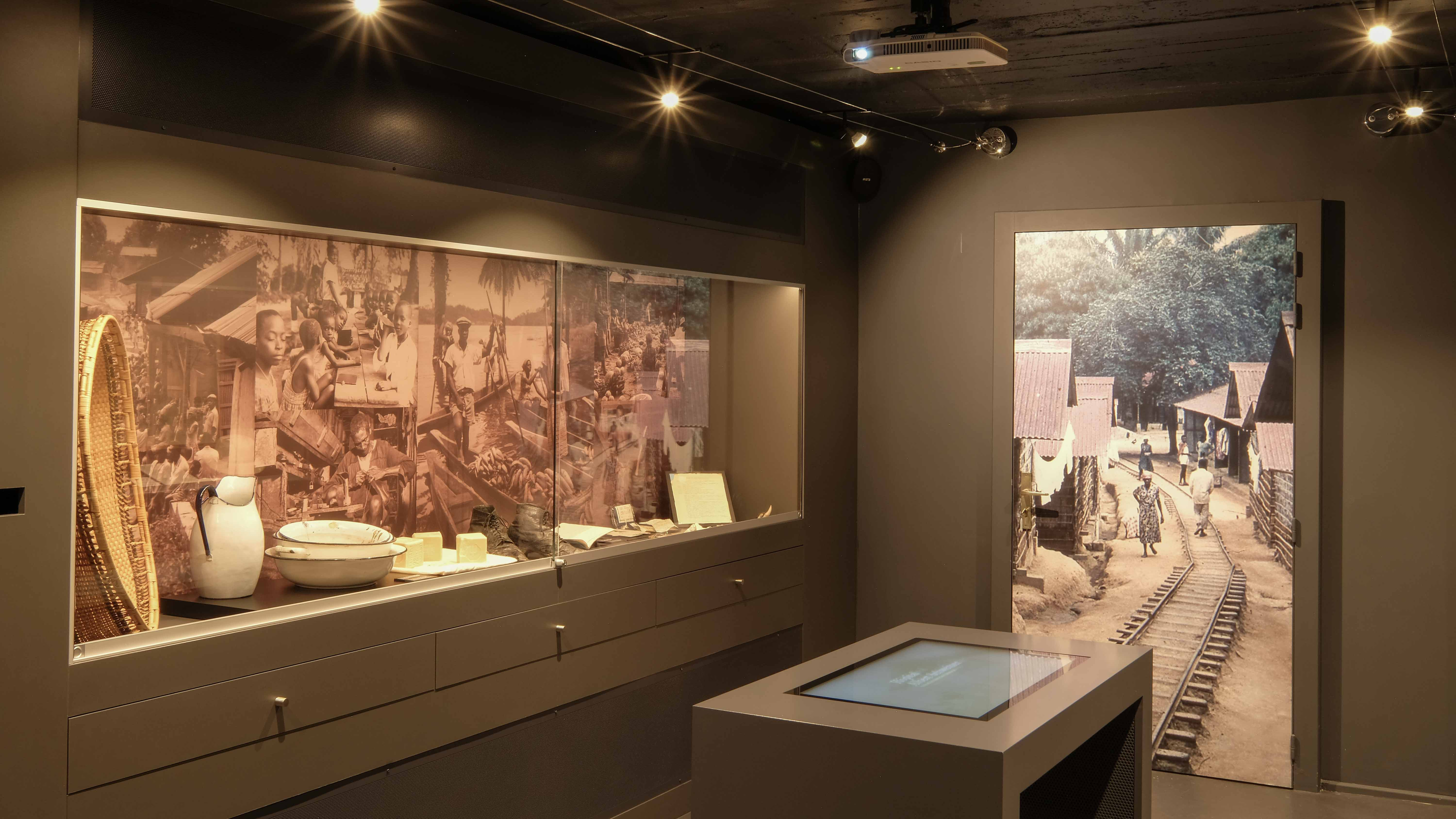
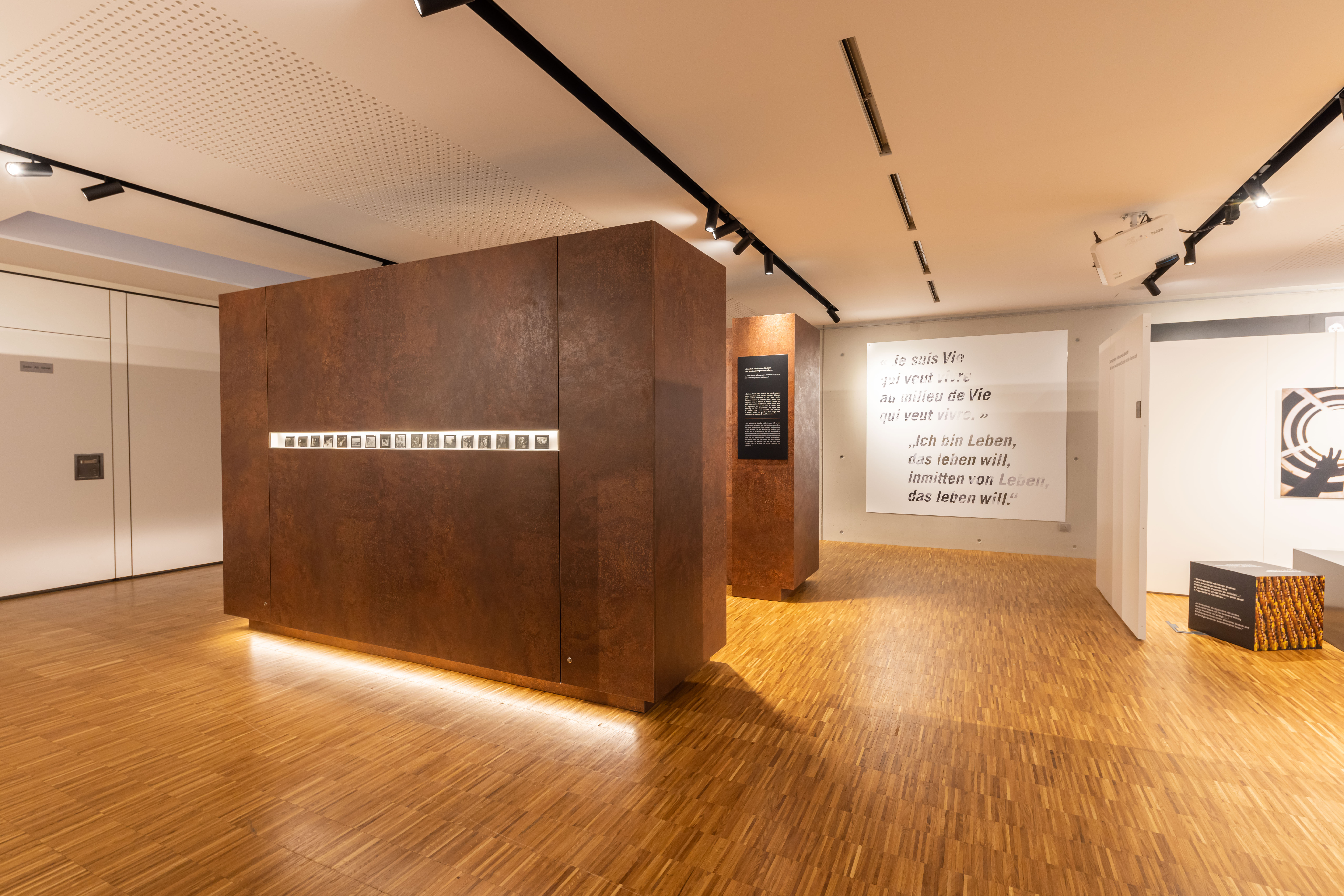
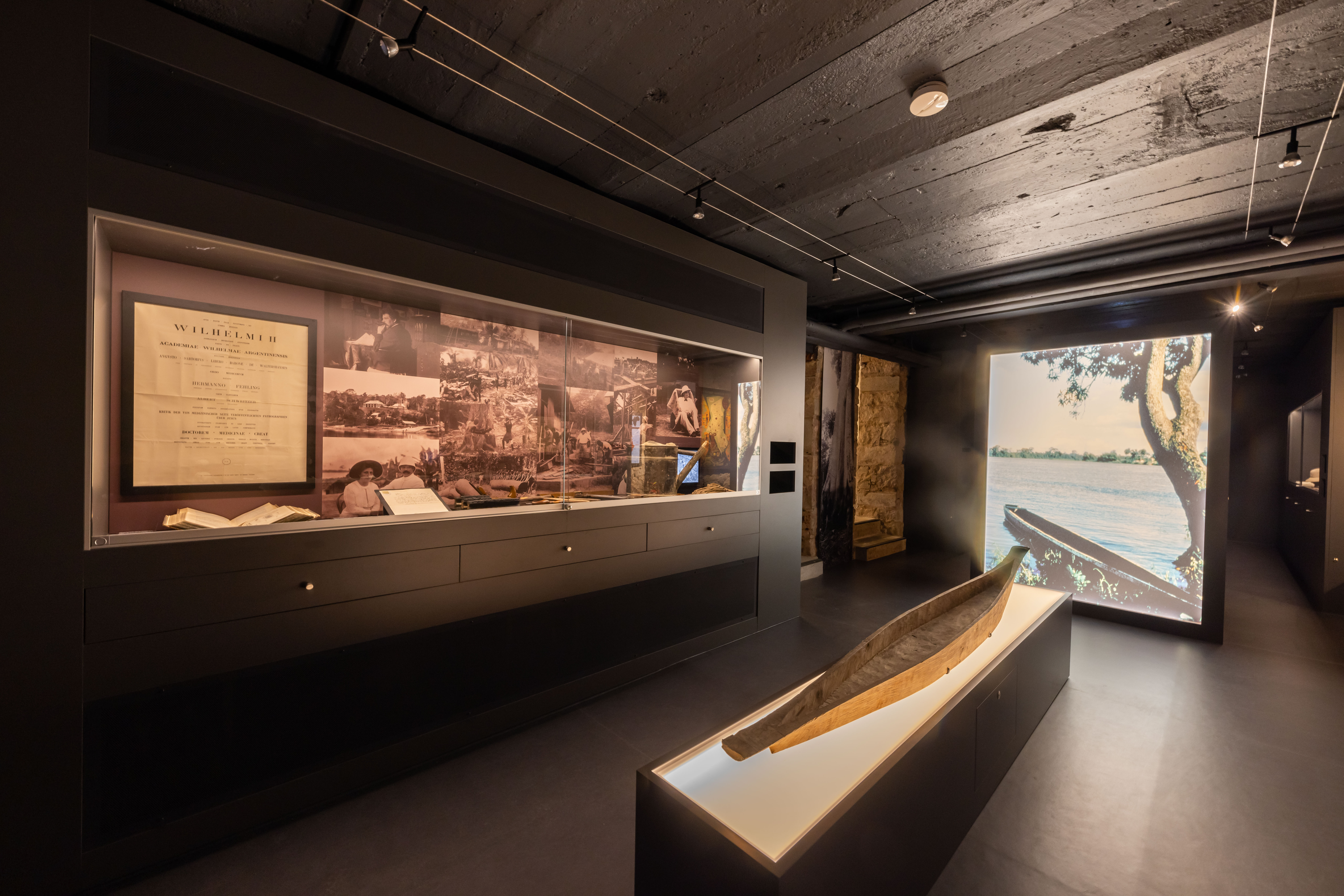